# Dädesjö nya kyrka
Dädesjö kyrka är en kyrkobyggnad i Växjö stift. Den är församlingskyrka i Dädesjö församling.

## Kyrkobyggnaden
1796 invigde biskop Olof Wallquist en helt nybyggd kyrka gemensam för Dädesjö och Eke socknar, som sammanlagts efter ett beslut av Kungliga Majestät. Beslutet att bygga ny kyrka istället för att bygga om den gamla som man tidigare avsett togs 1792. Ritningar utarbetades av Olof Tempelman. Som byggmästare anlitades Lars Magnus Ekelund från Skirö. För murningsarbetet svarade murarmästare Håkan Krasse från Alseda.
Kyrkan, som är byggd mitt emot den gamla, är uppförd med tornet i norr och koret i söder samt en sakristia i öster. Tornet är försett med en hjälmformad huv och en lanternin krönt av ett kors. Långhuset är av salkyrkotyp med tunnvalv över kyrkorummet, som avslutas med ett tresidigt kor.
Av den gamla kyrkan bevarades långhuset, som användes som magasin fram till 1906, då den inlöstes av staten med tanke på de unika medeltida takmålningarna.

## Inventarier
- Dopfunt daterad till 1200-talet  med reliefer av fabeldjur .Njudungsgruppen.

- Altartavla  "Kristi himmelsfärd", är utförd 1816 av Emanuel Limnell. Den arkitektoniska inramningen är utförd efter ritning av Limnell och Johan Christian Serén 1817.

- Altaruppsats i barock från gamla kyrkan utförd 1705.

- Predikstolen i renässansstil är tillverkad under 1600-talet härrör från den gamla kyrkan.

- Sluten bänkinredning.

- Läktarbarriären med målningar av Hans Brachwagen från början av 1700-talet  är övertagen från den gamla kyrkan. Då den uppsattes 1902 blev den dock kraftigt kompletterad och till stora delar nymålad.

## Orgeln
- Kyrkans första orgel från 1850 byggdes av Johan Nikolaus Söderling. Fasaden uppfördes efter ritningar av C.G.Blom Carlsson. Orgeln hade 10 stämmor.
- 1913 ersattes den av en ny orgel byggd av Eskil Lundén, Göteborg.
- 1930 byggdes ett nytt orgelverk av Lindegren Orgelbyggeri AB, Göteborg. Utökades av samma firma till 20 stämmor.
- 1985 byggdes en orgel av Tostareds Kyrkorgelfabrik. Orgeln är mekanisk. Fasaden är från 1850 års orgel.

| Huvudverk I        | Svällverk II      | Pedal        | Koppel |
| Borduna 16´        | Rörflöjt 8´       | Subbas 16´   | I/P    |
| Principal 8´       | Salicional 8´     | Violon 16´   | II/P   |
| Gedackt 8´         | Voix Céleste 8´   | Principal 8´ | II/I   |
| Oktava 4´          | Principal 4'      | Borduna 8´   |        |
| Flöjt Octaviant 4' | Koppelflöjt 4'    | Koralbas 4´  |        |
| Oktava 2'          | Waldflöjt 2'      | Basun 16'    |        |
| Sesquialtera 2 ch  | Nasat 1 1/3'      |              |        |
| Mixtur IV ch       | Scharff III ch    |              |        |
| Trumpet 8'         | Skalmeja 8'       |              |        |
|                    | Tremulant         |              |        |
|                    | Crescendosvällare |              |        |

## Bildgalleri

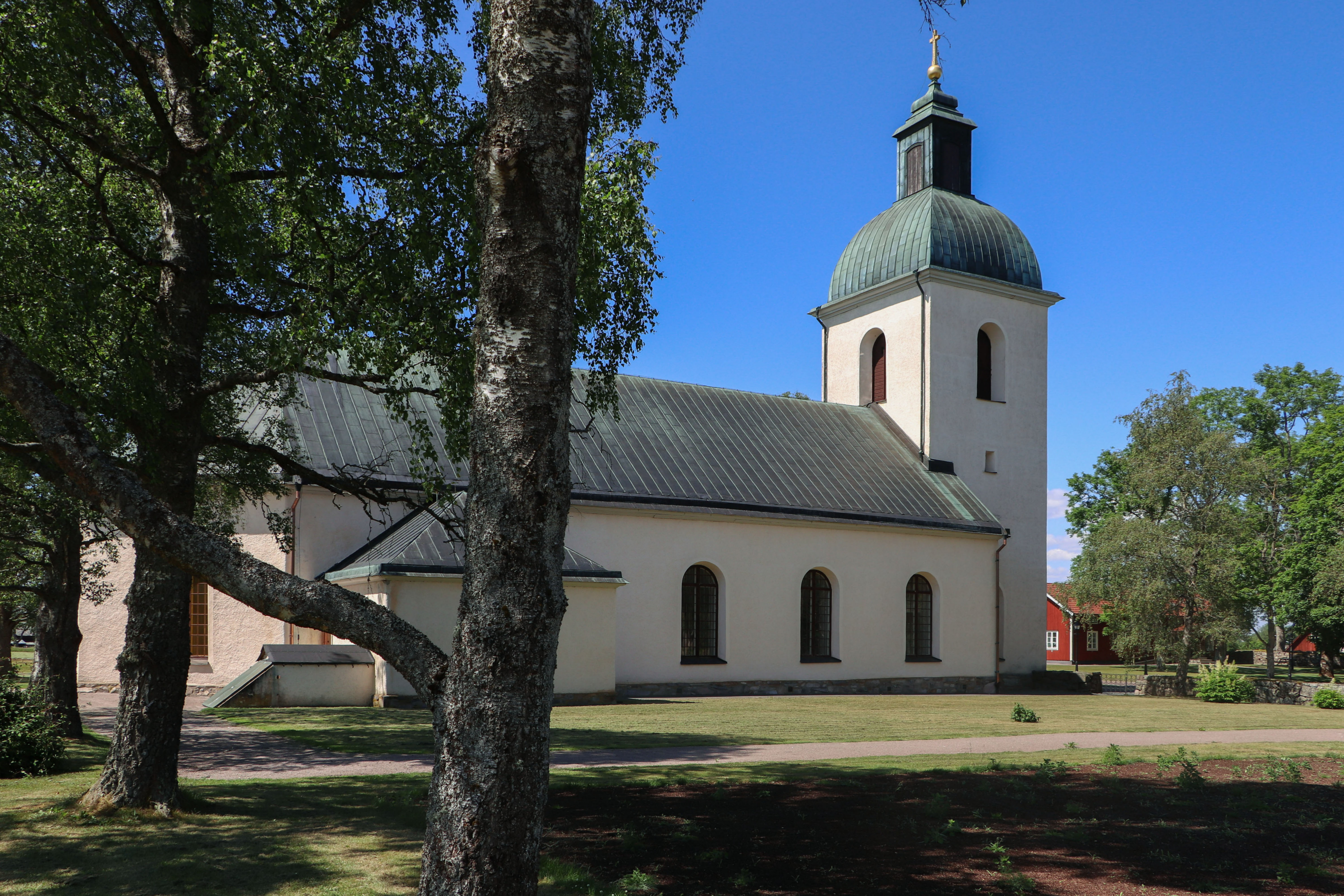
Kyrkan från öster
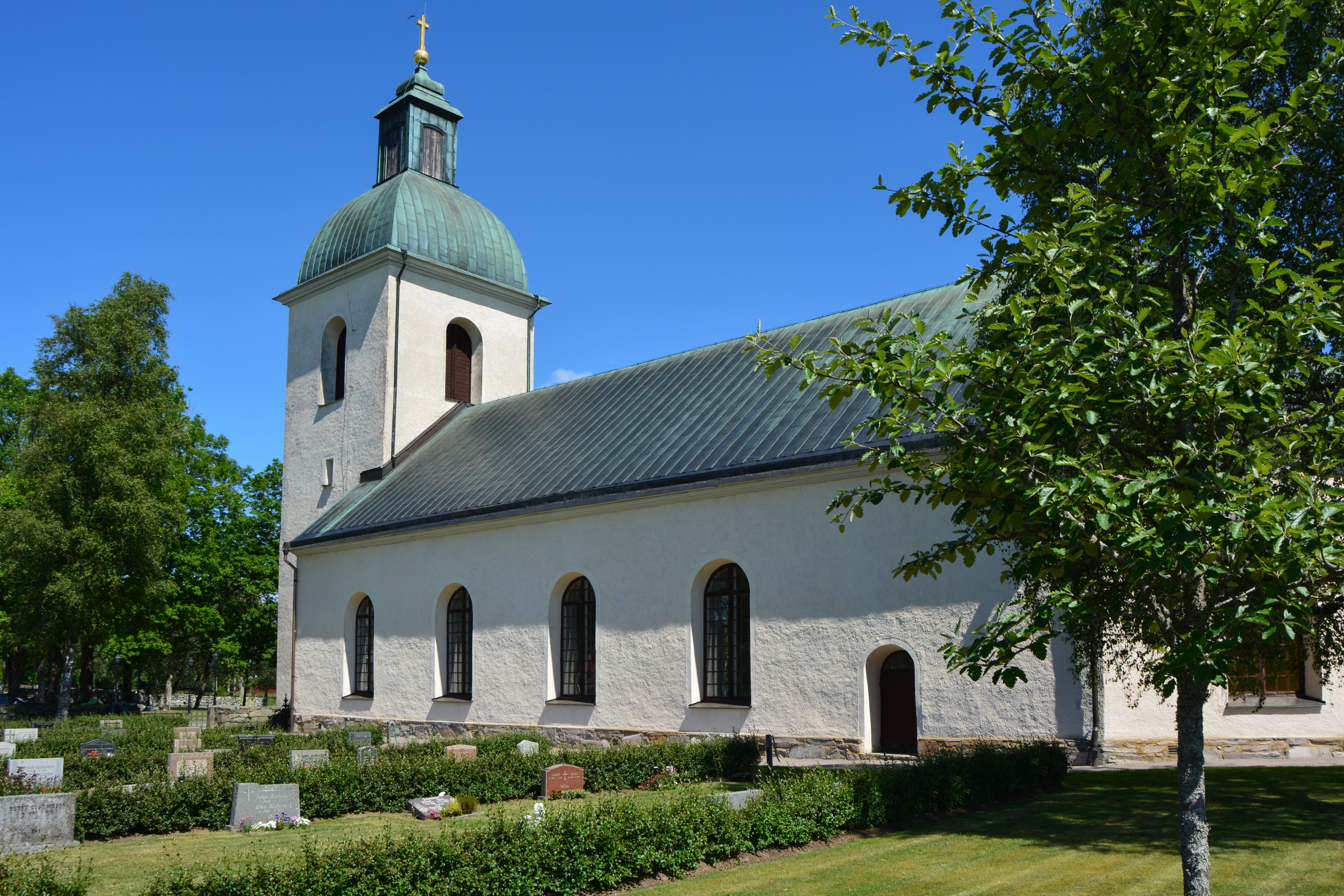
Exteriör från sydväst
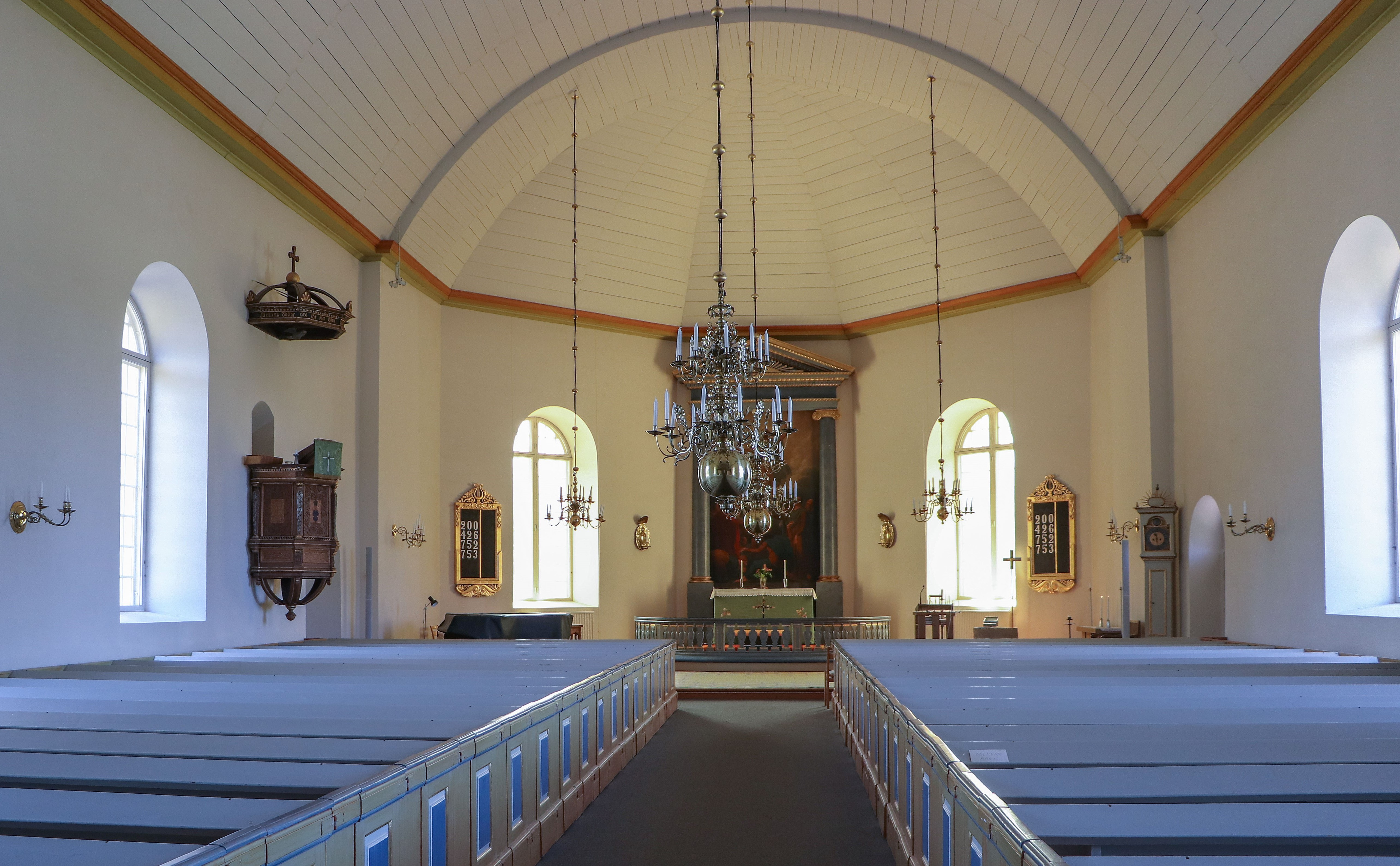
Interiör mot söder
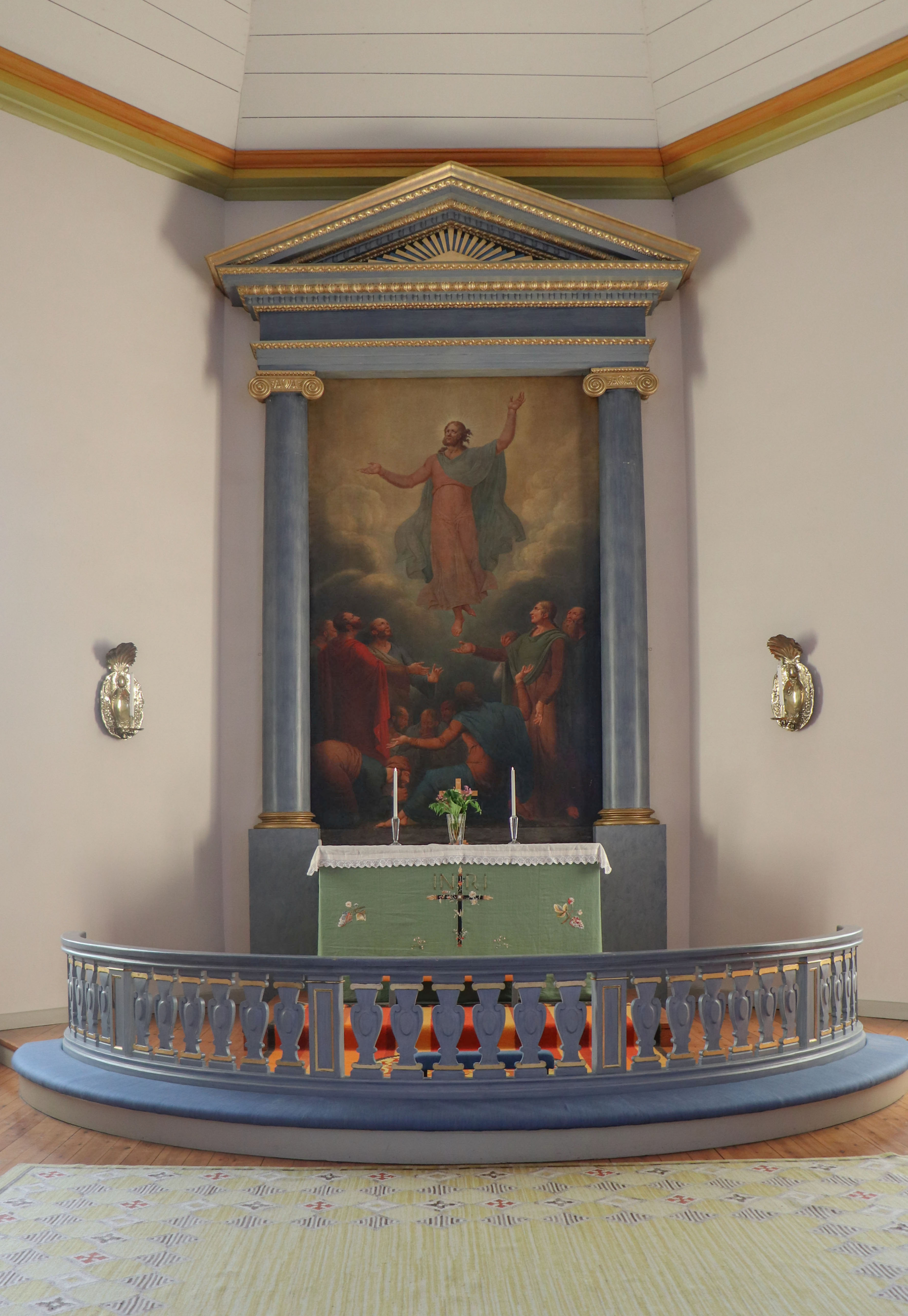
Altaruppställning
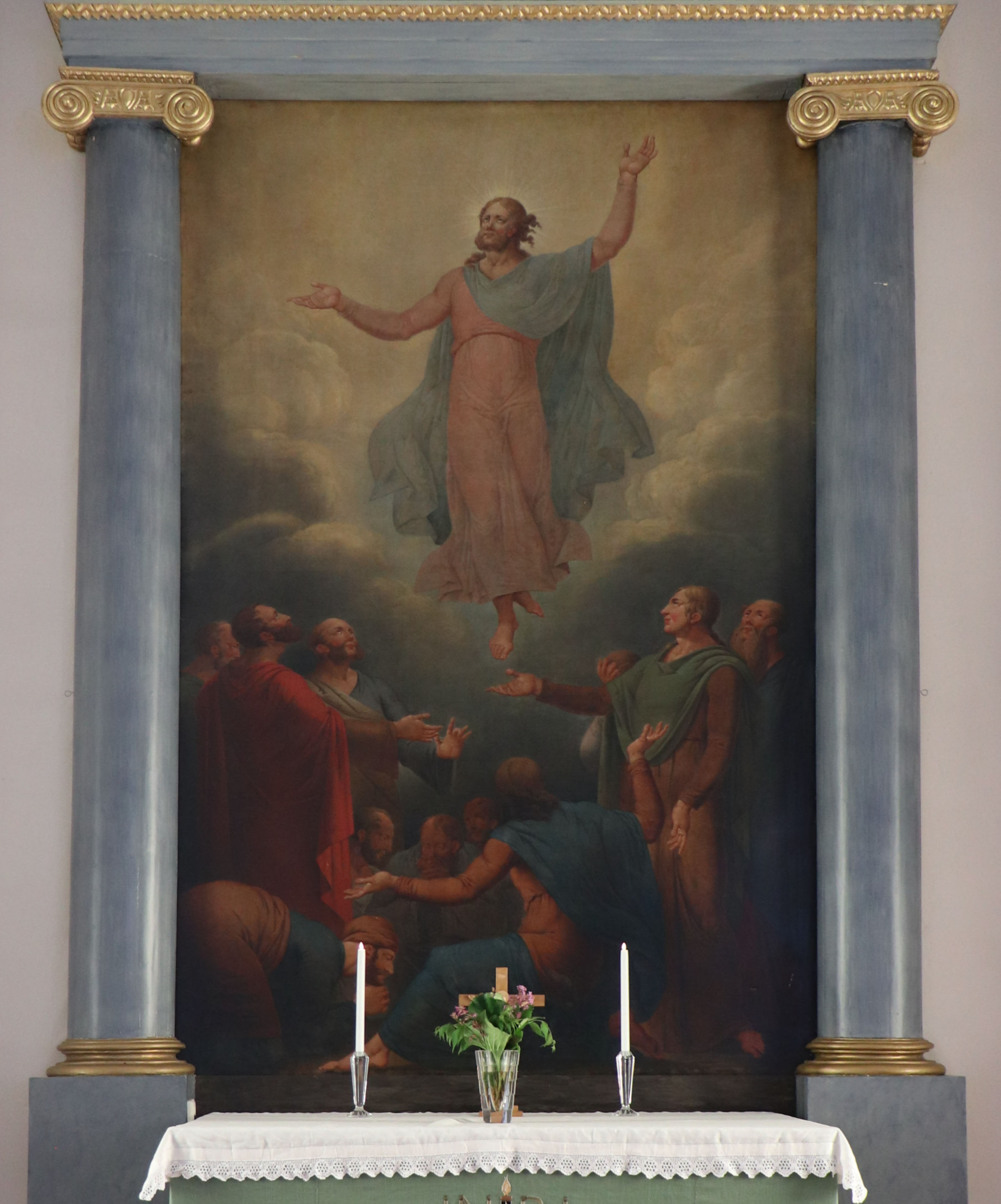
Altartavlan "Kristi himmelsfärd" utförd 1816 av Emanuel Limnell
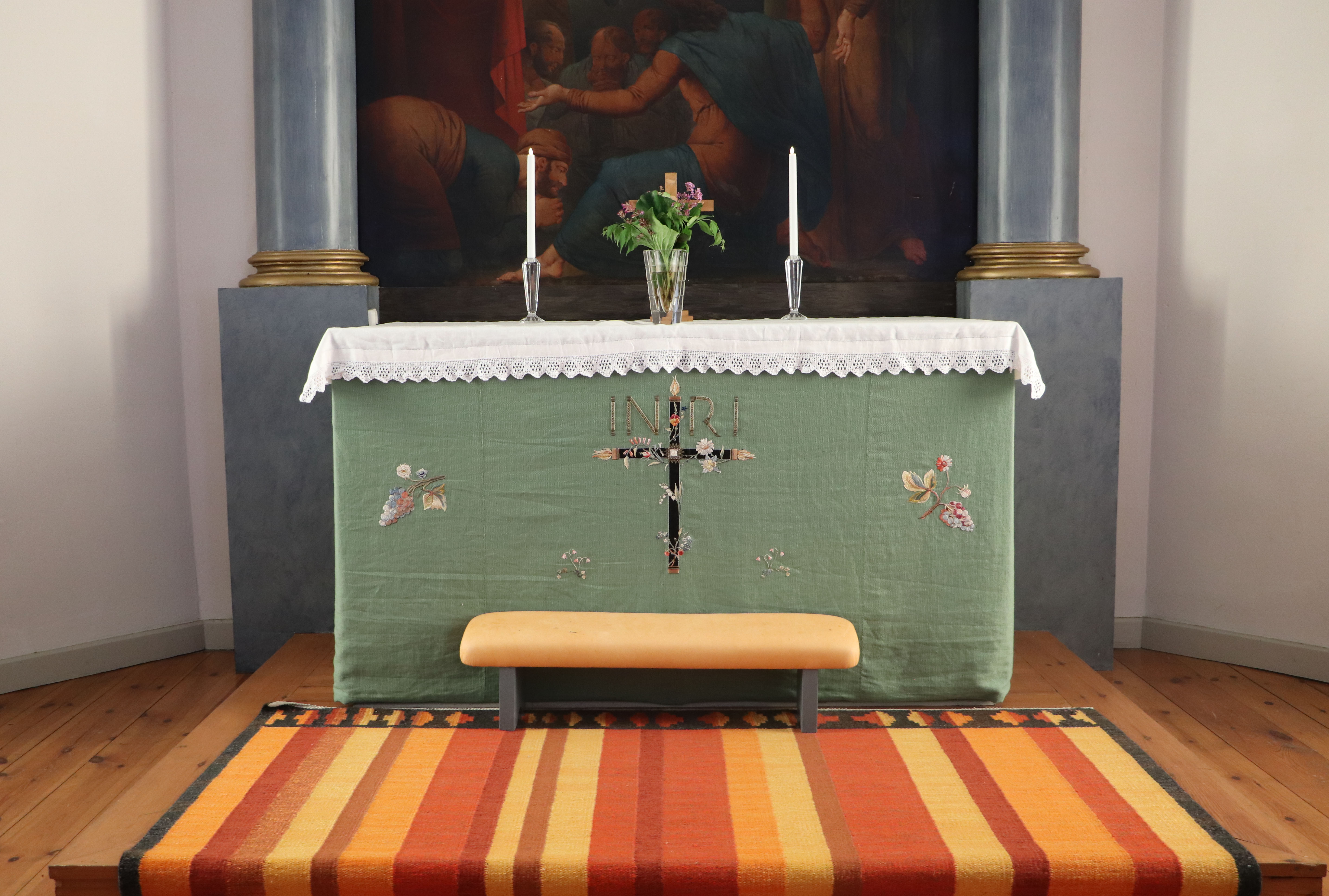
Altaret
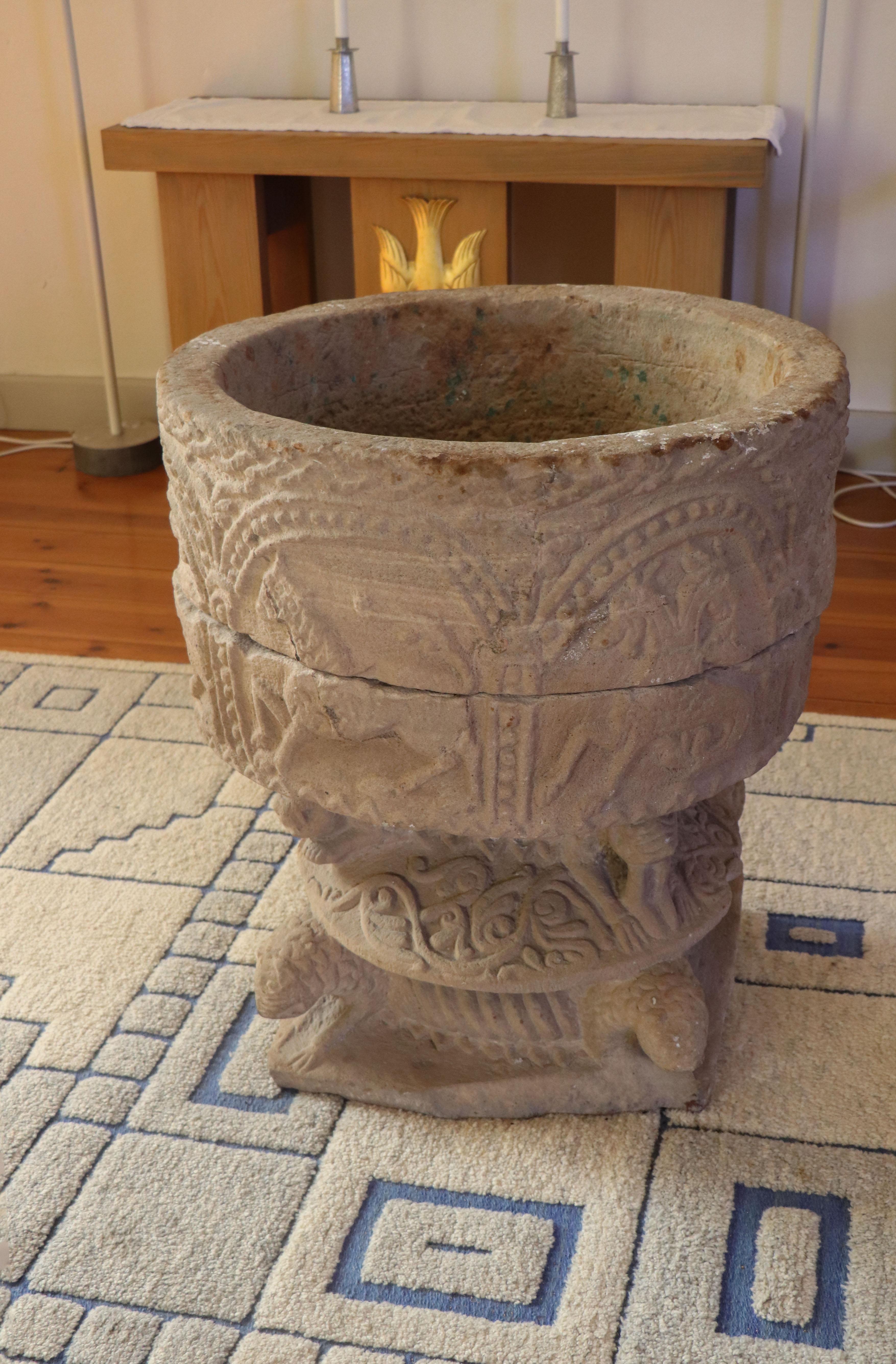
Fabelgruppens dopfunt från 1200-talet
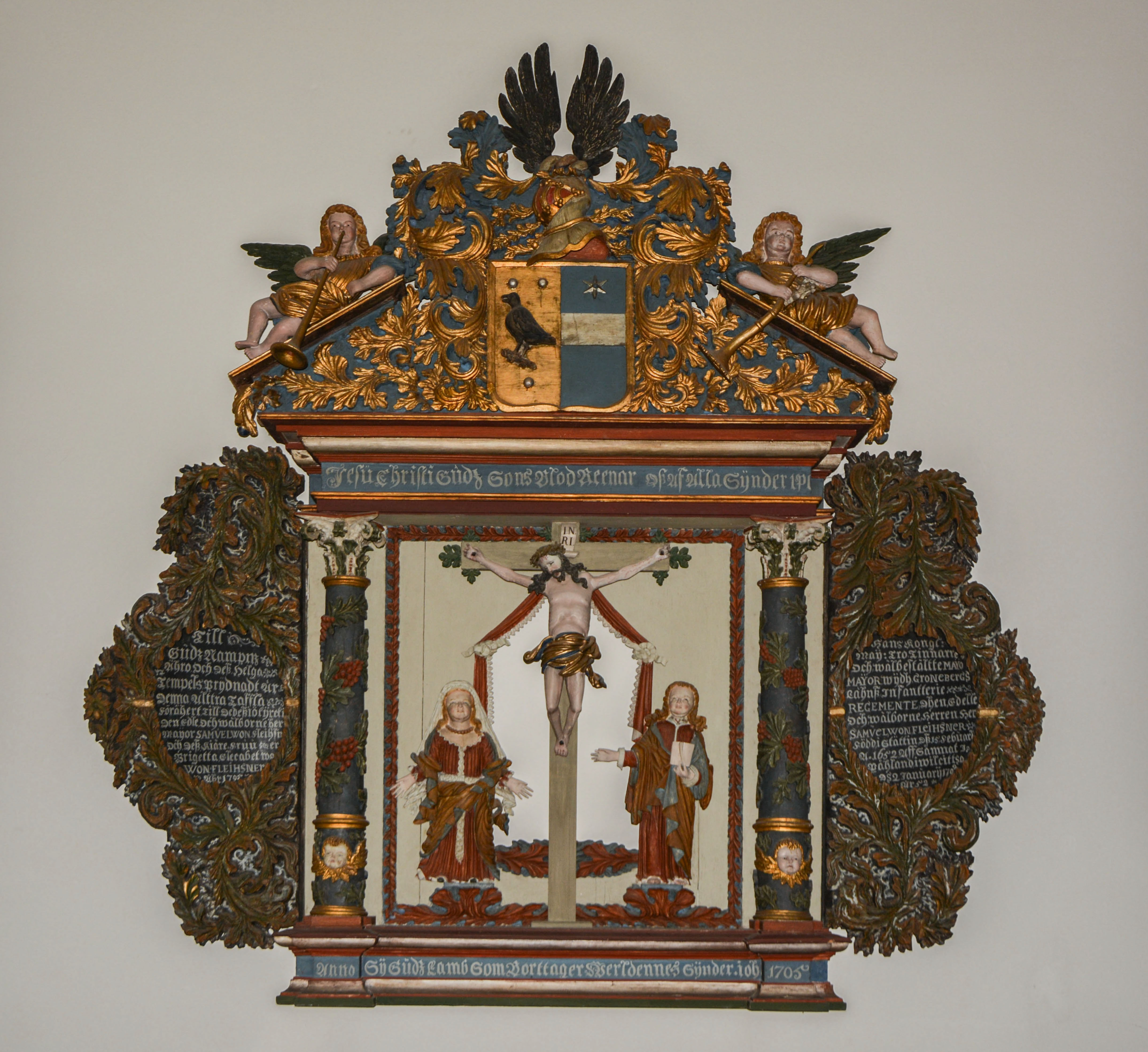
Altartaruppsatsen 1705
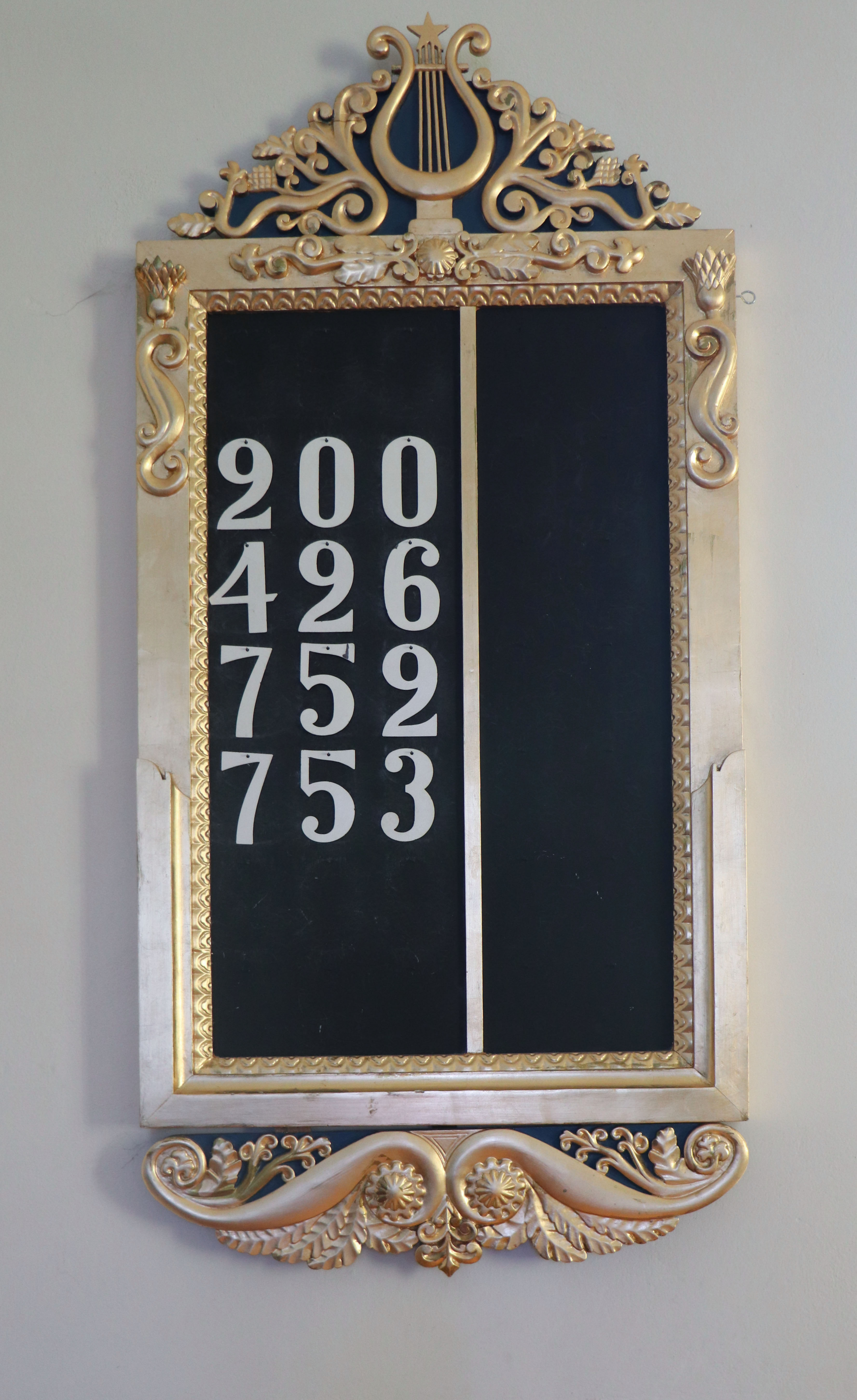
Psalmnummer tavla
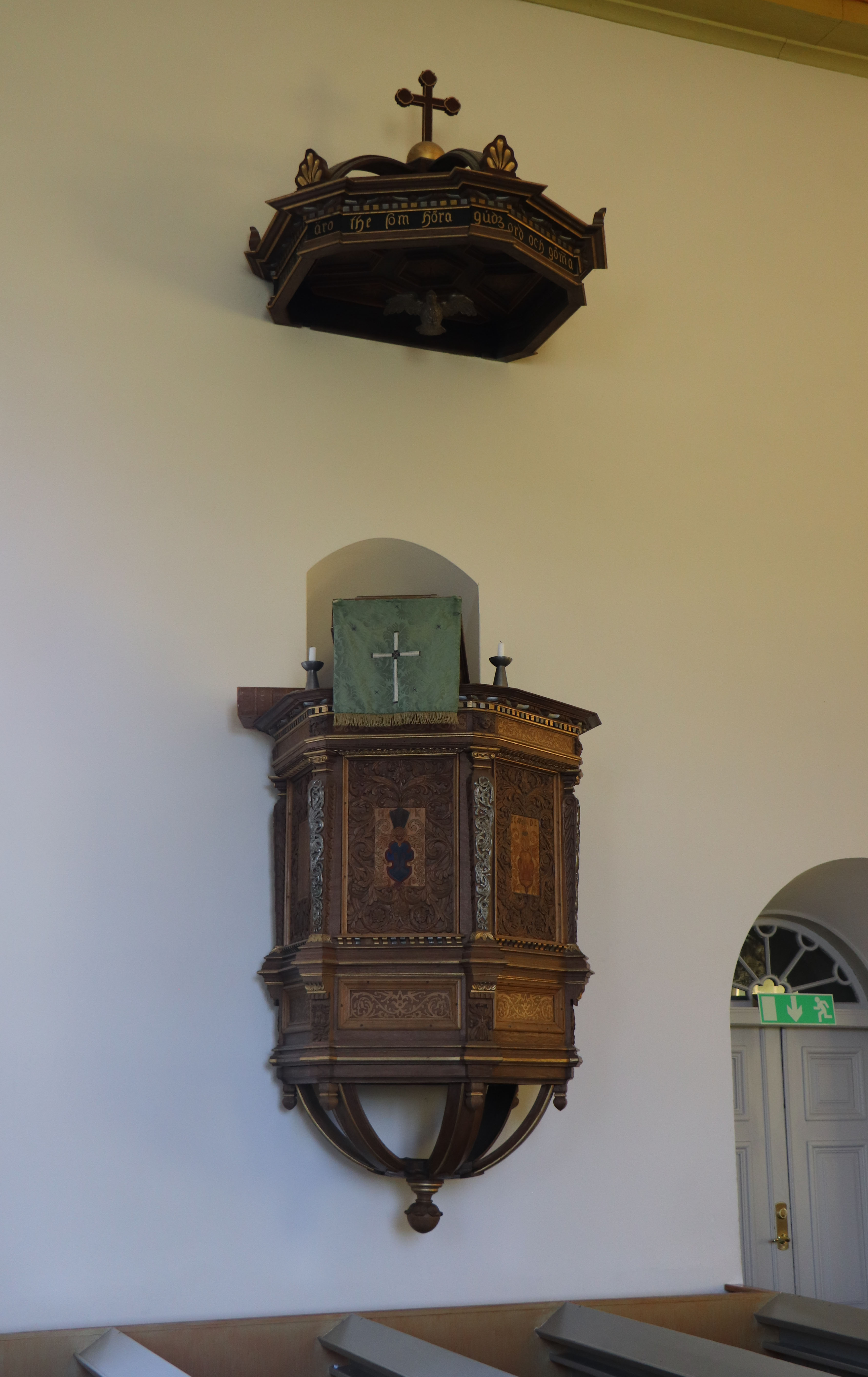
Predikstolen 1635
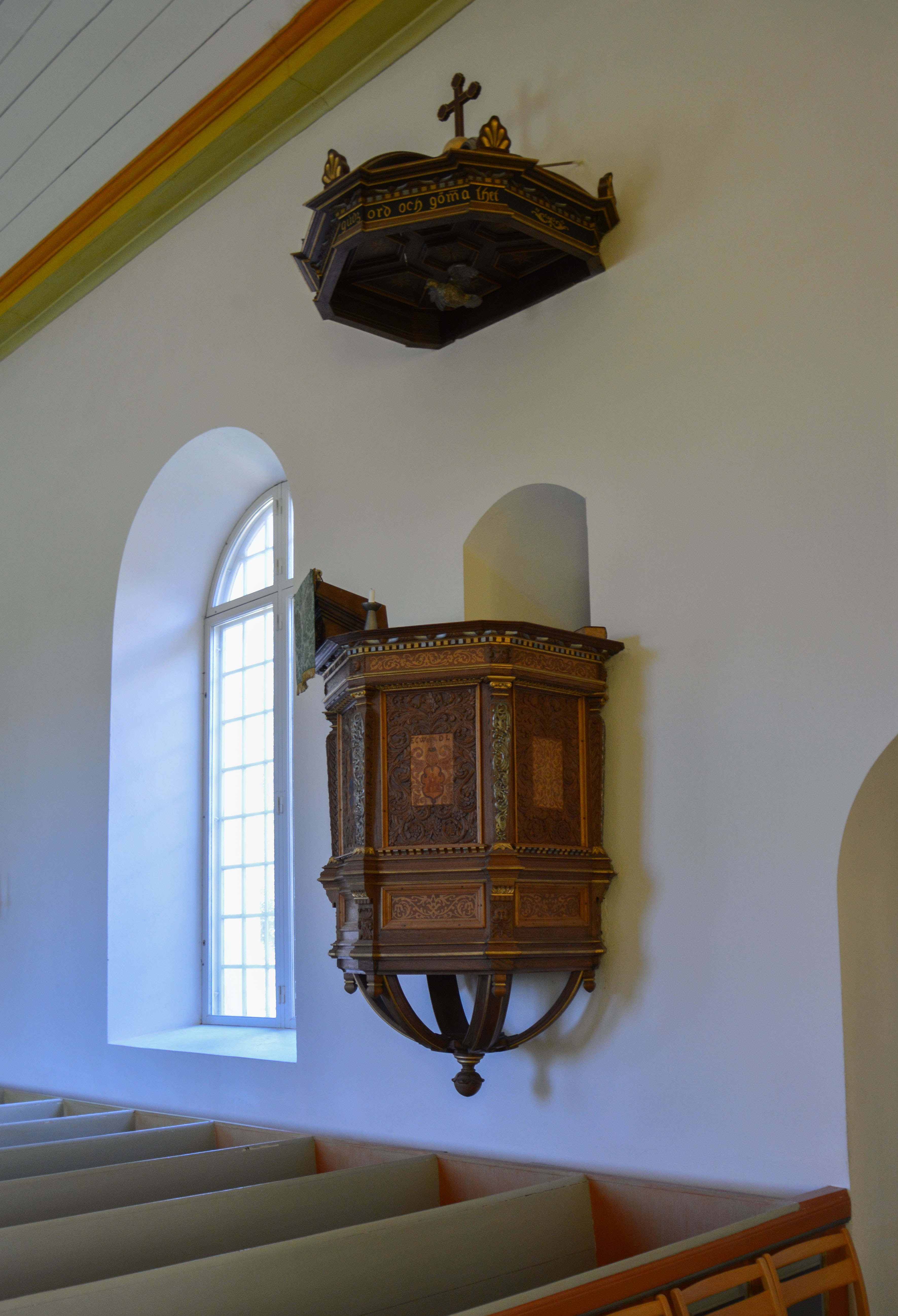
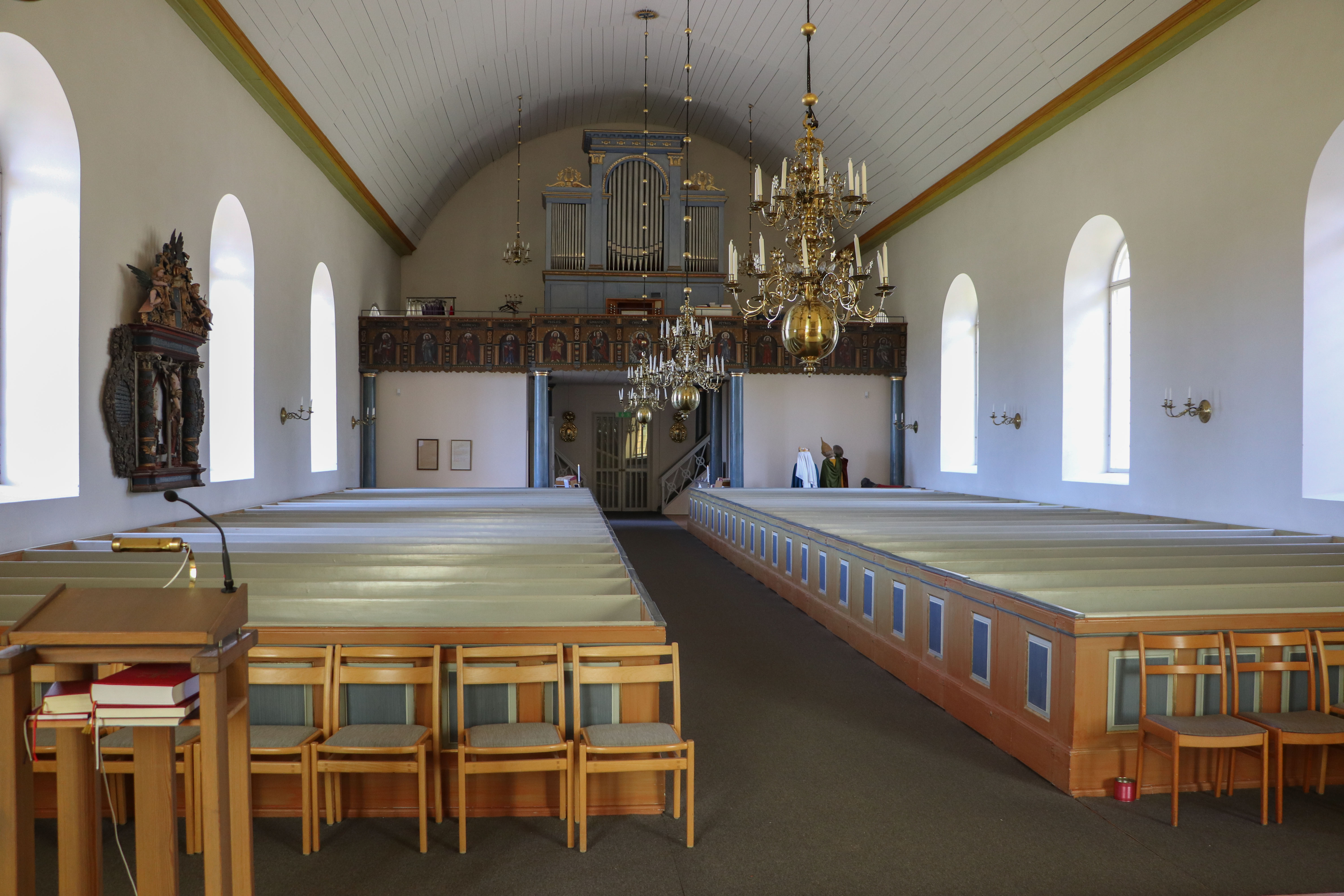
Kyrkorummet mot norr
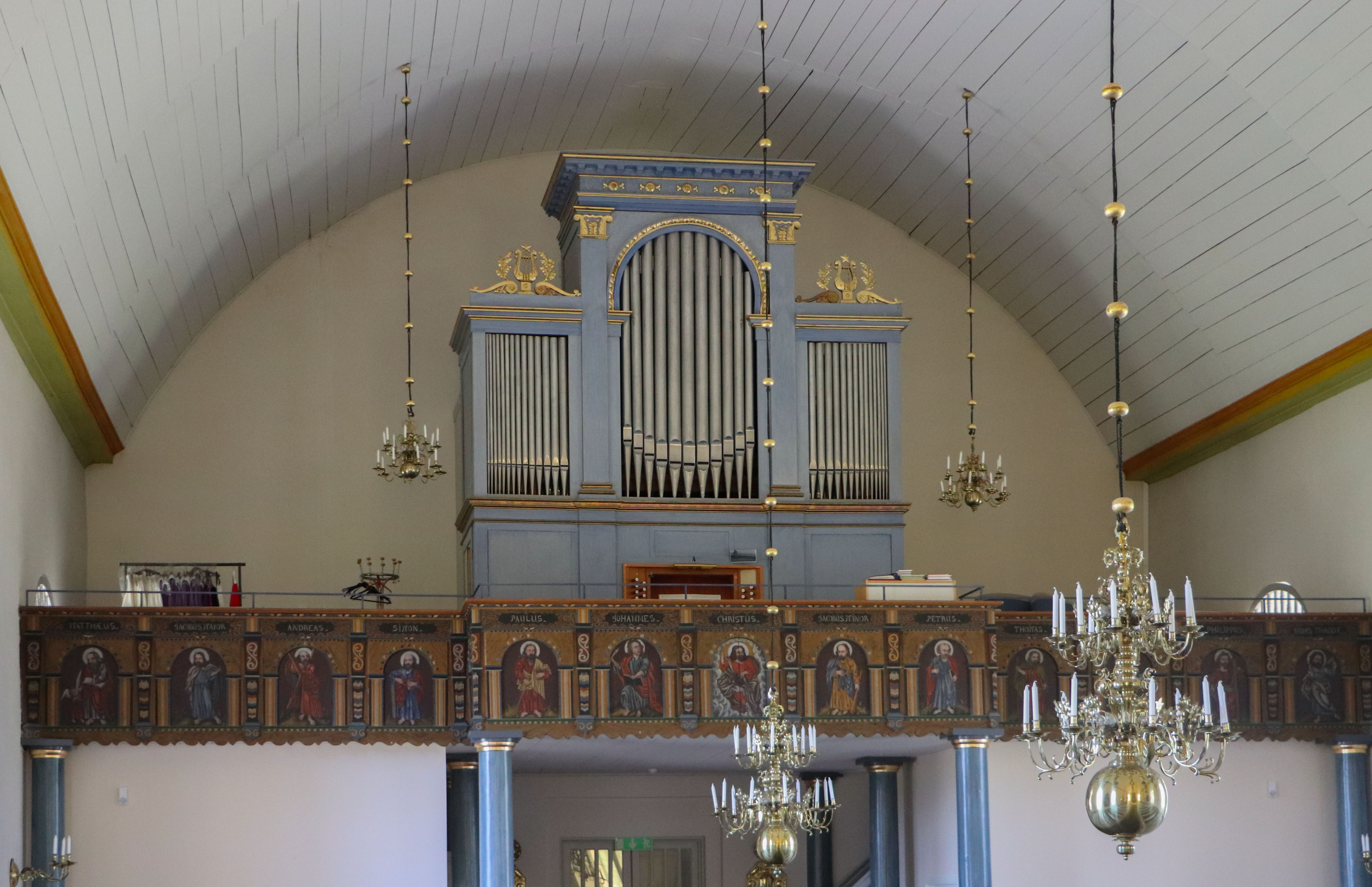
Orgeln med C G Blom Karlssons fasad